# Singularita (matematika)
Singularita je v matematice obecný název bodu, ve kterém daný matematický objekt není definován, nebo kde se objekt nechová v jistém smyslu rozumně — například není diferencovatelný. Například funkce {\displaystyle f(x)={\frac {1}{x}}} 
má na množině reálných čísel singularitu v bodě {\displaystyle x=0}, kde diverguje k nekonečnu a není zde definovaná, a funkce
{\displaystyle f(x)=\mathrm {abs} (x)} má také na množině reálných čísel singularitu v bodě {\displaystyle x=0}, protože zde nemá derivaci. Body, v nichž funkce není singulární, se označují jako regulární.

## Izolované singularity
V komplexní analýze je singularita bod, ve kterém funkce není komplexně diferencovatelná. Singularity hrají v komplexní analýze obzvláště významnou roli díky tomu, že Taylorovy nebo obecněji Laurentovy řady kolem daného bodu konvergují na kruhu nebo mezikruží až po nejbližší singularitu. Krom toho v singulárním bodě může mít funkce reziduum, což se významně projeví na chování křivkových integrálů kolem tohoto bodu. Významnou roli mají především singularity izolované, kolem kterých existuje takové okolí, že v něm nejsou další singularity. Formálněji řečeno, má-li funkce {\displaystyle f} v bodě {\displaystyle z_{0}} singularitu a existuje-li prstencové okolí bodu {\displaystyle z_{0}}, na němž je {\displaystyle f} holomorfní, pak se bod {\displaystyle z_{0}} nazývá izolovaná singularita. 
Podle limitního chování funkce {\displaystyle f} v singularitě se izolované singularity se dělí na odstranitelné, podstatné a póly.

### Odstranitelná singularita
Má-li funkce {\displaystyle f} v bodě {\displaystyle z_{0}} singularitu a existuje-li limita {\displaystyle \lim _{z\rightarrow z_{0}}f(z)<\infty }, potom je tato singularita odstranitelná. Přitom platí:
- dodefinujeme-li {\displaystyle f} v bodě {\displaystyle z_{0}} uvedenou limitou, je tato funkce v bodě {\displaystyle z_{0}} holomorfní;
- existuje kolem bodu {\displaystyle z_{0}} Taylorova řada pro {\displaystyle f} stejnoměrně konvergentní po nejbližší další singularitu.

### Podstatná singularita
Má-li funkce {\displaystyle f} v bodě {\displaystyle z_{0}} singularitu a limita {\displaystyle \lim _{z\rightarrow z_{0}}f(z)} neexistuje, potom má {\displaystyle f} v bodě {\displaystyle z_{0}} podstatnou singularitu. V takovém případě má Laurentova řada kolem {\displaystyle z_{0}} nekonečně mnoho členů v hlavní části. Typickým příkladem takovéto singularity je singularita funkce {\displaystyle \exp({-{\frac {1}{z^{2}}}})} v bodě {\displaystyle z=0}.

### Póln-tého řádu
Má-li funkce {\displaystyle f} v bodě {\displaystyle z_{0}} singularitu a existuje-li limita {\displaystyle \lim _{z\rightarrow z_{0}}f(z)=\infty ,}, pak platí, že existuje (přirozené) číslo {\displaystyle n} takové, že {\displaystyle \lim _{z\rightarrow z_{0}}\left(z-z_{0}\right)^{n}f(z)<\infty }. Potom {\displaystyle f} má v {\displaystyle z_{0}} pól {\displaystyle n}-tého řádu. Pól {\displaystyle n}-tého řádu znamená, že funkce {\displaystyle f} se v okolí {\displaystyle z_{0}} chová podobně jako nějaký nenulový násobek funkce {\displaystyle (z-z_{0})^{-n}}. Pokud je v {\displaystyle z_{0}} pól, dá se kolem {\displaystyle z_{0}} {\displaystyle f} rozvinout do Laurentovy řady, která bude mít právě {\displaystyle n} členů ve své hlavní části. Pól prvního řádu se často označuje jako jednoduchý.